# Singaporemma
Genre
Singaporemma est un genre d'araignées aranéomorphes de la famille des Tetrablemmidae.

## Distribution
Les espèces de ce genre se rencontrent en Chine, au Viêt Nam, en Thaïlande et à Singapour.

## Liste des espèces
Selon World Spider Catalog (version 23.5, 08/09/2022) :
- Singaporemma adjacens Lehtinen, 1981
- Singaporemma banxiaoense Lin & Li, 2014
- Singaporemma bifurcatum Lin & Li, 2010
- Singaporemma halongense Lehtinen, 1981
- Singaporemma huilongense Lin, 2021
- Singaporemma lenachanae Lin & Li, 2017
- Singaporemma shenzhen Lin & Li, 2022
- Singaporemma singulare Shear, 1978
- Singaporemma takense Yan & Lin, 2018
- Singaporemma wulongense Lin & Li, 2014

## Systématique et taxinomie
Ce genre a été décrit par Shear en 1978 dans les Tetrablemmidae.

## Publication originale
- Shear, 1978 : « Taxonomic notes on the armored spiders of the families Tetrablemmidae and Pacullidae. » American Museum novitates, no 2650, p. 1-46 (texte intégral).